# Neftegorsky (huyện)
Huyện Neftegorsky (tiếng Nga: ? райо́н) là một huyện hành chính tự quản (raion), của Tỉnh Samara, Nga. Huyện có diện tích 1442 kilômét vuông, dân số thời điểm ngày 1 tháng 1 năm 2000 là 34700 người. Trung tâm của huyện đóng ở Neftegorsk.